# 天安門西駅
天安門西駅（てんあんもんにし-えき）は、中華人民共和国北京市西城区に位置する、北京地下鉄1号線の駅。省略して「天西」とも呼ばれる。

## 概要
本駅は、北京南長街（人大会堂西路の南端）と西長安街の交差点の地下に位置する。 国家大劇院や人民大会堂に近いため、ショーが始まる前に駅の近くにダフ屋がいることもある。
天安門広場で大規模なイベントが開かれるときは隣の天安門東駅、近隣の2号線前門駅と共に駅が封鎖される。

## 歴史
- 1992年 - 工事を発表。ただし着工は資金等の理由により、正式な工事は1994年から始まった[8]。
- 1999年9月28日 - 当時復八線として開業[9]。
- 2000年6月28日 - 西単駅 - 天安門西駅間が開通し、1号線の駅となる。
- 2017年7月 - 可動式ホーム柵の併用開始。

## 駅構造

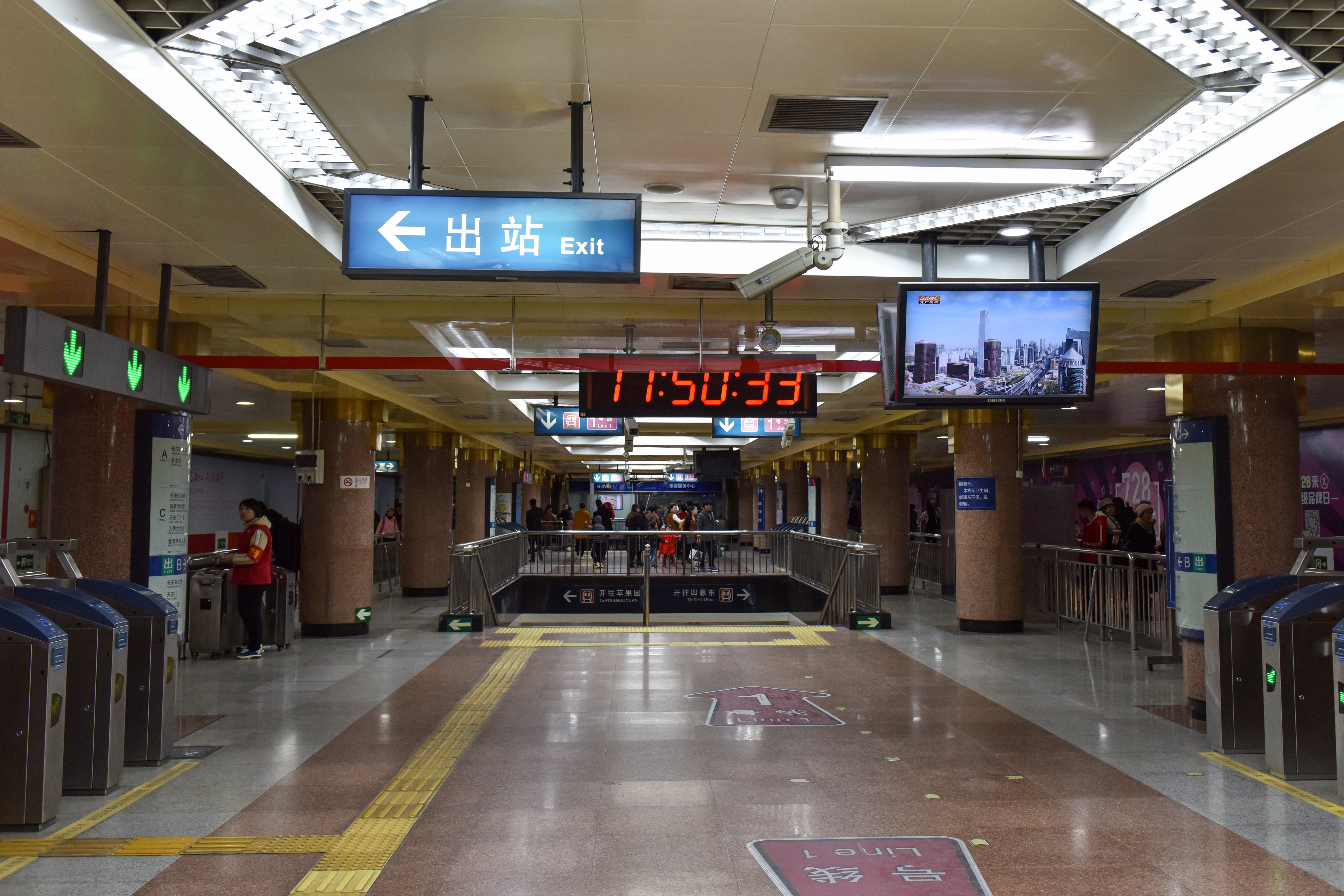
改札階

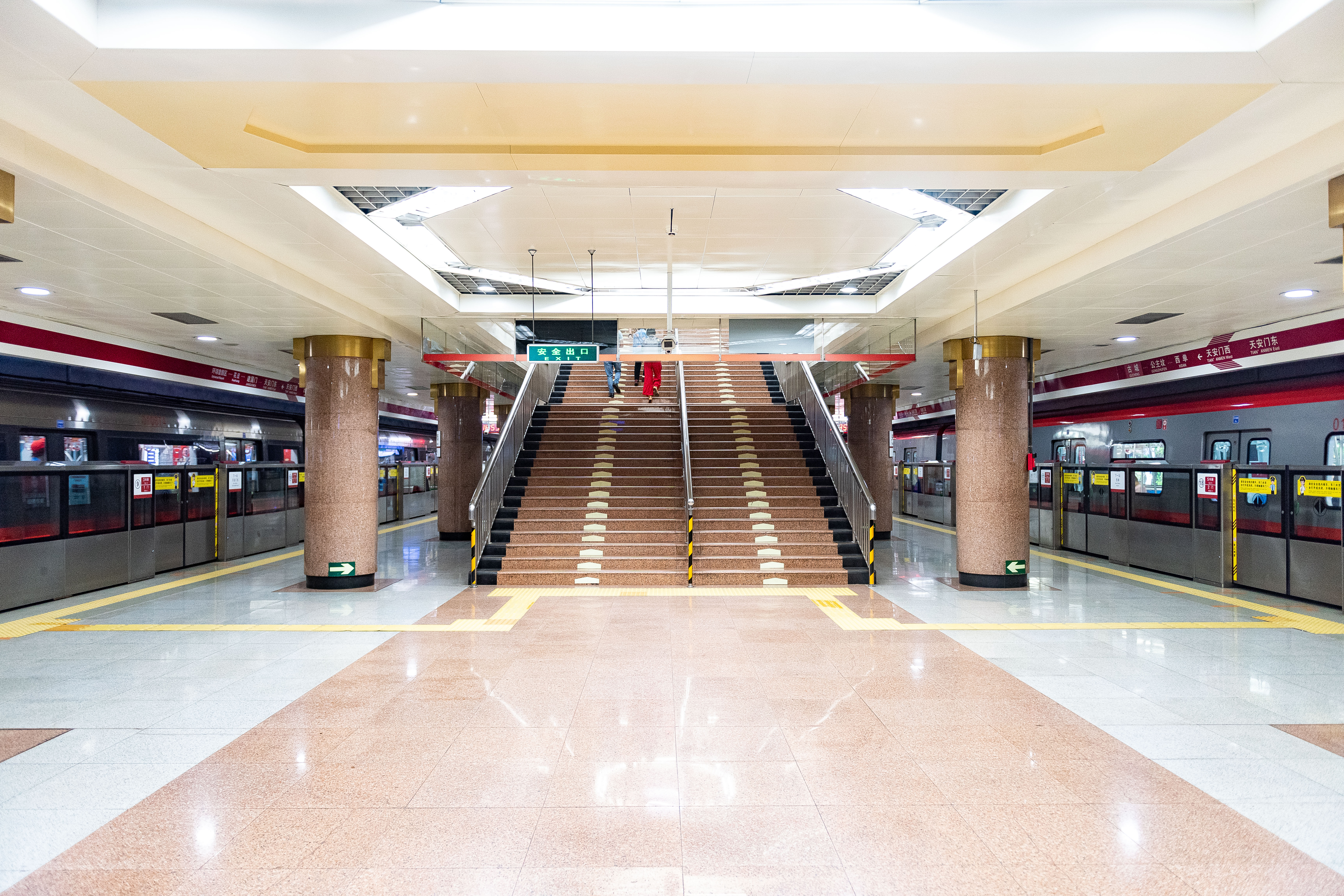
ホーム

地下1階が改札階、地下2階がホーム階の地下駅。出入口はA～Cの3箇所ある。
ホームは島式1面2線を有しており、可動式ホーム柵を設けている。デザインは“东方神韵”をテーマとしており、紅を基調としている。柱には石島紅花崗岩を使用している。天井は藻井を模したデザインをしている。

### のりば
案内上ののりば番号は設定されていない。
| 西方向 | 1号線 | 西単・復興門・苹果園方面 |
| 東方向 | 1号線 | 王府井・国貿・四恵東方面 |

## 利用状況
2016年の国慶節の時期には8.8万人の利用客があった。

## 駅周辺
- 天安門
- 天安門広場
  - 人民英雄紀念碑
  - 毛主席紀念堂
- 北京中山公園（中国語版）
- 人民大会堂
- 南海
- 北京市第一六一中学（中国語版）
- 北京市長安中学
- 中国国家大劇院
- 南海
- 北京音楽庁（中国語版）
- 宏福順超市

## 隣の駅
北京地下鉄
 1号線
西単駅 - 天安門西駅 - 天安門東駅